# 卡達達山
46°12′3″N 8°47′27.8″E / 46.20083°N 8.791056°E

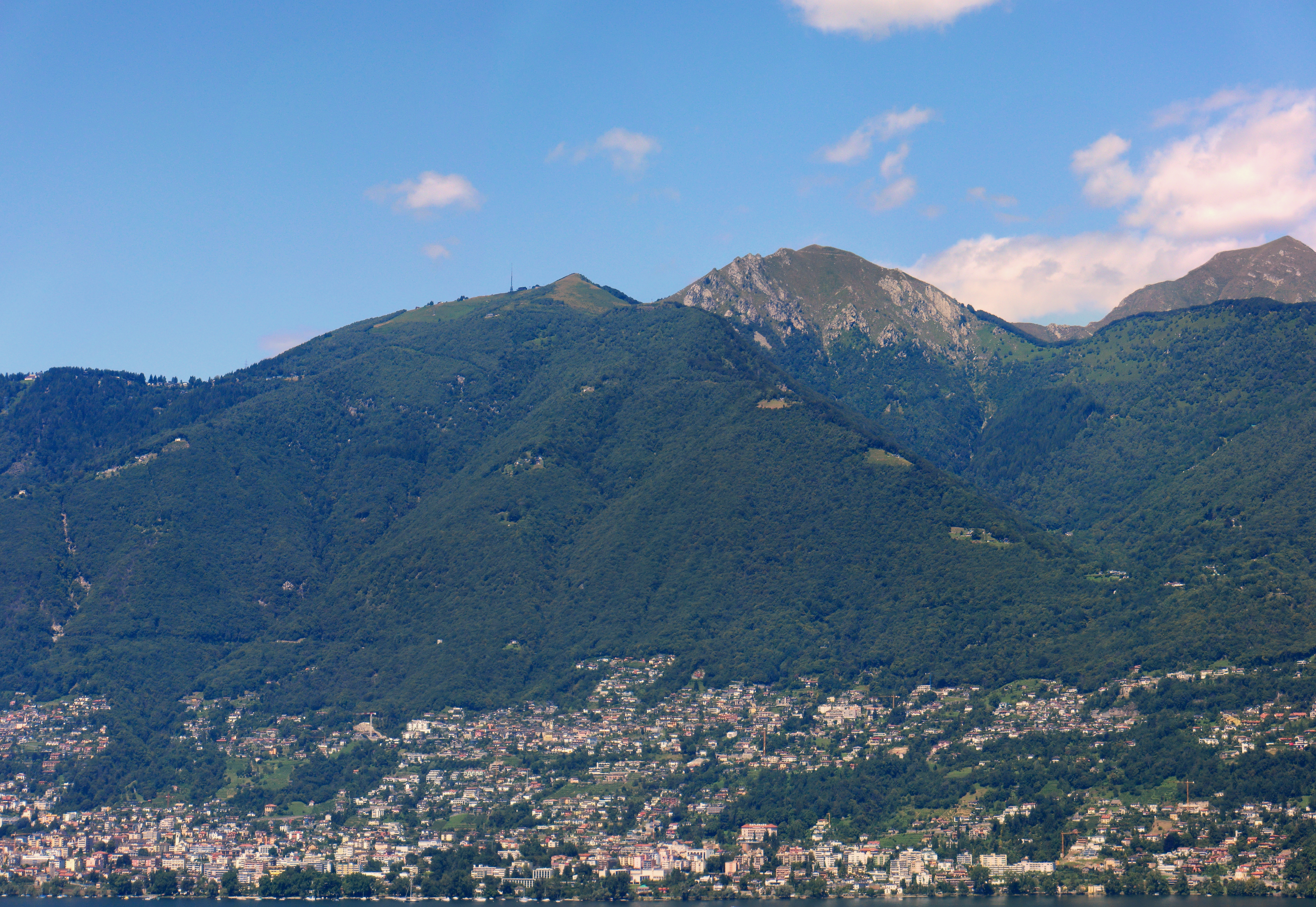

卡達達山（德語：Cardada），是瑞士的山峰，位於該國南部，由提契諾州負責管轄，屬於勒蓬廷山的一部分，俯瞰洛迦諾和馬焦雷湖，海拔高度1,671米，每年平均降雨量2,204毫米。